# Лубахау

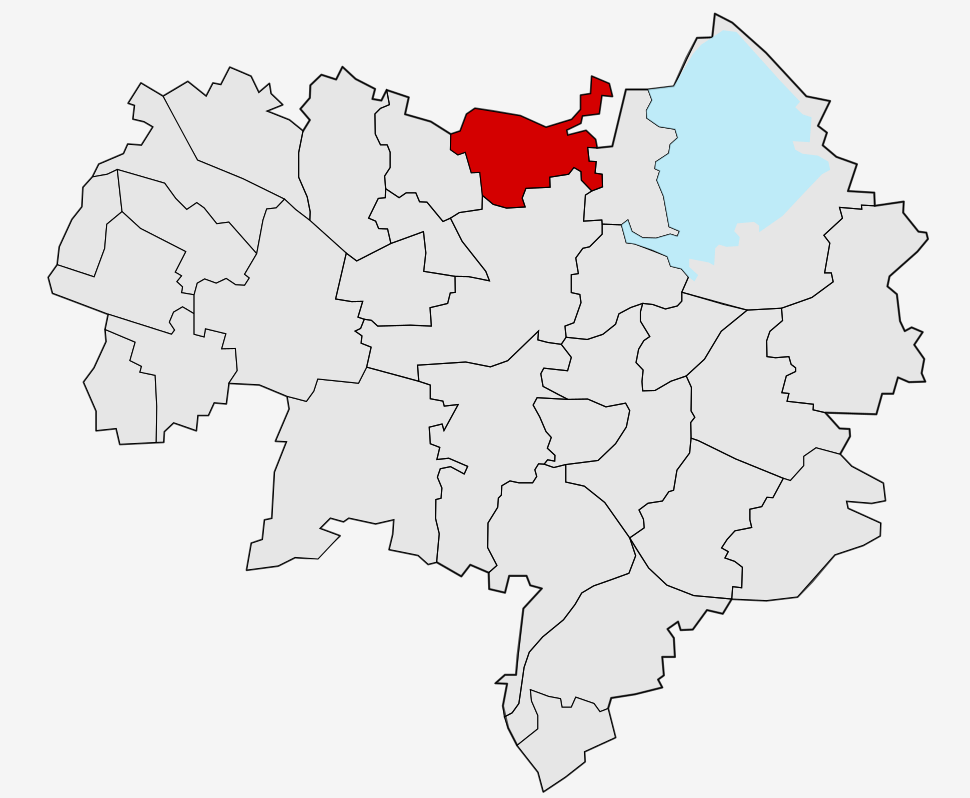
Лубахау на городской карте Баутцена

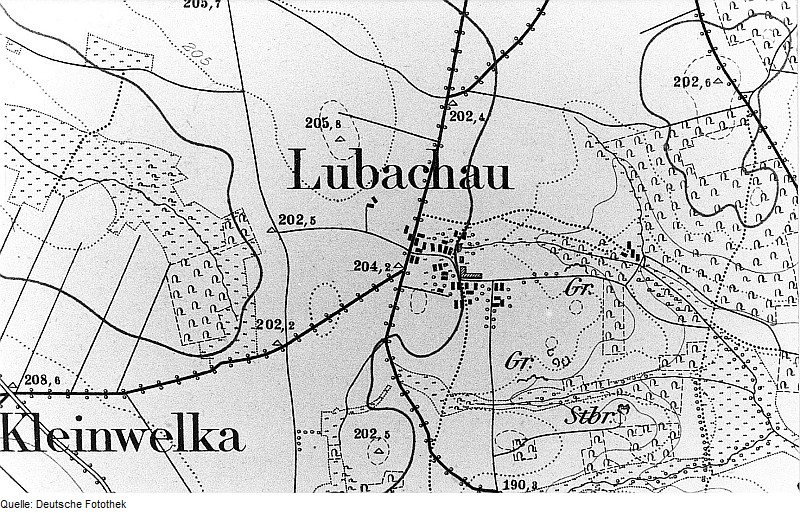
Фрагмент карты 1884 года

Лу́бахау или Лу́бохов (нем. Lubachau; в.-луж. Lubochowо файле) — сельский населённый пункт в Верхней Лужице, входящий с 1999 года в городские границы Баутцена, Германия. Район Баутцена.

## География
Располагается примерно в пяти километрах на север от исторического центра Баутцена, на западе небольшой долины, спускающейся к Баутценскому водохранилищу. Через деревню проходит автомобильная дорога S106 (Клайнвелька — Милькель), которая связывает населённый пункт на западе с автомобильной дорогой B96 и на севере — с деревней Нове-Боранецы коммуны Радибор. В трёх километрах к югу от населённого пункта находится автомобильная развязка «Bautzen-West» автомагистрали A4.
До 1999 года железнодорожное сообщение осуществлялось со станции «Клайнвелька» железнодорожной линии Баутцен — Хойерсверда, расположенной к западу от одноимённого населённого пункта. В 2001 году железнодорожное движение по этому направлению было приостановлено, здание станции «Клайнвелька» было продано и частично снесено.
Между Лубахау и деревней Клайнвелька находится промышленная зона «Bautzen-Nord» и главные производственные мощности молочного завода «Bautz’ner».
Соседние населённые пункты: на севере — деревня Нове-Боранецы коммуны Радибор, на северо-востоке — деревня Кшива-Боршч коммуны Гросдубрау, на юго-востоке — деревня Нове-Мальсецы (в городских границах Баутцена), на юге — деревня Нова-Чихоньца (в составе деревни Чихоньца, в городских границах Баутцена) и на западе — деревня Малы-Вельков (в городских границах Баутцена).

## История
Впервые упоминается в 1241 году в одной из исторической хроник в латинизированном имени человека «Hermannus de Lubchow(e)» (Герман из Лубхова), с 1768 года — в современной орфографии. С 1936 по 1999 года деревня входила в состав коммуны Клайнвелька. 1999 году деревня вошла в городские границы Баутцена.
В XVIII веке усадьба в Лубахау несколько раз переходила различным собственникам, пока в 1829 году не перешла в собственность графу Христиану цур Липпе. В 1945 году усадьба была национализирована.
В настоящее время деревня входит в состав культурно-территориальной автономии «Лужицкая поселенческая область», на территории которой действуют законодательные акты земель Саксонии и Бранденбурга, содействующие сохранению лужицких языков и культуры лужичан.
Исторические немецкие наименования
- Hermannus de Lubchow(e), 1241
- Lubechow, Lobechow, 1359
- Lobechaw, 1400
- Lubacho, 1510
- Lubachow, 1619
- Lubach, 1658
- Lubachau, 1768

## Население
Официальным языком в населённом пункте, помимо немецкого, является также верхнелужицкий язык.
Согласно статистическому сочинению «Dodawki k statisticy a etnografiji łužickich Serbow» Арношта Муки в 1884 году в деревне проживало 104 человека (из них — 99 лужичанина (95 %)).
| 1834 | 1871 | 1890 | 1910 | 1925 | 2020 |
| ---- | ---- | ---- | ---- | ---- | ---- |
| 86   | 116  | 102  | 86   | 107  | 91   |

## Достопримечательности
Культурные памятники федеральной земли Саксония
- Жилой дом с конюшней и хозяйственными постройками, около 1800 года, Lubachau 6.